# Chrysopodes (Neosuarius) apurinus
Chrysopodes (Neosuarius) apurinus is een insect uit de familie van de gaasvliegen (Chrysopidae), die tot de orde netvleugeligen (Neuroptera) behoort. 
Chrysopodes (Neosuarius) apurinus is voor het eerst wetenschappelijk beschreven door Navás in 1935.